# Llista de topònims de Viladecans
Llista de topònims (noms propis de lloc) del municipi de Viladecans, al Baix Llobregat
Informació actualitzada per un bot. Els canvis manuals es perdran quan s'actualitzi!

## casa
| imatge | Nom                                           | Ubicat a   | instància de | Detalls                                                             | coordenades                                                                                     | Protecció                                  | Commons (més fotos)                             | Dades a WD                    |
| ------ | --------------------------------------------- | ---------- | ------------ | ------------------------------------------------------------------- | ----------------------------------------------------------------------------------------------- | ------------------------------------------ | ----------------------------------------------- | ----------------------------- |
|        | Cal Bruguera                                  | Viladecans | casa         | Estil: historicisme arquitectònic                                   | 41° 19′ 04″ N, 2° 01′ 06″ E / 41.317732°N,2.018362°E ca:Muntanya, 7-9                           | bé integrant del patrimoni cultural català | Cal Bruguera                                    | Modifica les dades a Wikidata |
|        | Cal Raurich                                   | Viladecans | casa         | Estil: arquitectura modernista arquitectura popular 1920            | 41° 19′ 02″ N, 2° 01′ 10″ E / 41.317277°N,2.019451°E ca:carrer Sant Joan, 4                     | bé integrant del patrimoni cultural català | Casa Raurich                                    | Modifica les dades a Wikidata |
|        | Casa Joan Anglada                             | Viladecans | casa         | Arquitecte: Ezequiel Porcel i Alabau Estil: arquitectura modernista | 41° 18′ 52″ N, 2° 01′ 11″ E / 41.314565°N,2.019736°E ca:Avinguda Generalitat, 51                | bé integrant del patrimoni cultural català | Casa Joan Anglada (Viladecans)                  | Modifica les dades a Wikidata |
|        | Habitatge a la carretera de Castelldefels, 23 | Viladecans | casa         | Estil: arquitectura eclèctica                                       |                                                                                                 | bé integrant del patrimoni cultural català |                                                 | Modifica les dades a Wikidata |
|        | habitatge a l'avinguda Generalitat            | Viladecans | casa         | Estil: noucentisme                                                  | 41° 18′ 56″ N, 2° 01′ 14″ E / 41.315592°N,2.020439°E ca:Plaça de la Vila, 1 / Av. Generalitat   | bé integrant del patrimoni cultural català | Habitatge a l'avinguda Generalitat (Viladecans) | Modifica les dades a Wikidata |
|        | habitatge a l'avinguda Generalitat, 27-29     | Viladecans | casa         | Estil: noucentisme                                                  | 41° 18′ 55″ N, 2° 01′ 13″ E / 41.315144°N,2.02038°E ca:avinguda Generalitat, 29                 | bé integrant del patrimoni cultural català | Avinguda Generalitat, 27-29 (Viladecans)        | Modifica les dades a Wikidata |
|        | habitatge al carrer Escoda, 17-19             | Viladecans | casa         | Estil: noucentisme 20th century                                     | 41° 18′ 53″ N, 2° 00′ 59″ E / 41.314673°N,2.016301°E ca:C. Enric Morera - Escoda, 17-19 14 msnm | bé integrant del patrimoni cultural català | Habitatge al carrer Escoda, 17-19 (Viladecans)  | Modifica les dades a Wikidata |
|        | habitatge al carrer Sant Josep, 20            | Viladecans | casa         | Estil: noucentisme                                                  | 41° 18′ 52″ N, 2° 01′ 03″ E / 41.314458°N,2.017448°E                                            | bé integrant del patrimoni cultural català | Sant Josep, 20 (Viladecans)                     | Modifica les dades a Wikidata |
|        | habitatge al carrer Sant Josep, 25            | Viladecans | casa         | Estil: noucentisme                                                  | 41° 18′ 52″ N, 2° 01′ 02″ E / 41.31439°N,2.01728°E                                              | bé integrant del patrimoni cultural català | Sant Josep, 25 (Viladecans)                     | Modifica les dades a Wikidata |
|        | habitatge al carrer Sant Josep, 35            | Viladecans | casa         | Estil: noucentisme                                                  | 41° 18′ 53″ N, 2° 01′ 01″ E / 41.314659°N,2.016921°E                                            | bé integrant del patrimoni cultural català | Sant Josep, 35 (Viladecans)                     | Modifica les dades a Wikidata |
|        | habitatge al carrer Sant Josep, 37            | Viladecans | casa         | Estil: noucentisme                                                  | 41° 18′ 53″ N, 2° 01′ 01″ E / 41.31467°N,2.01693°E                                              | bé integrant del patrimoni cultural català | Sant Josep, 37 (Viladecans)                     | Modifica les dades a Wikidata |
|        | habitatge al carrer Sant Josep, 39            | Viladecans | casa         | Estil: arquitectura popular                                         | 41° 18′ 54″ N, 2° 01′ 00″ E / 41.31489°N,2.01678°E                                              | bé integrant del patrimoni cultural català | Sant Josep, 39 (Viladecans)                     | Modifica les dades a Wikidata |
|        | habitatge al carrer Àngel Guimerà, 19-23      | Viladecans | casa         | Estil: historicisme arquitectònic                                   | 41° 19′ 01″ N, 2° 01′ 09″ E / 41.31707°N,2.01928°E                                              | bé integrant del patrimoni cultural català | Àngel Guimerà, 19-23 (Viladecans)               | Modifica les dades a Wikidata |

## casa forta
| imatge | Nom                      | Ubicat a   | instància de | Detalls                    | coordenades                                                           | Protecció                                            | Commons (més fotos)      | Dades a WD                    |
| ------ | ------------------------ | ---------- | ------------ | -------------------------- | --------------------------------------------------------------------- | ---------------------------------------------------- | ------------------------ | ----------------------------- |
|        | Torre Roja de Viladecans | Viladecans | casa forta   | Estil: arquitectura gòtica | 41° 19′ 13″ N, 2° 01′ 20″ E / 41.3203°N,2.02222°E ca:Plaça Torre Roja | bé d'interès cultural bé cultural d'interès nacional | Torre-roja de Viladecans | Modifica les dades a Wikidata |
|        | Torre del Baró           | Viladecans | casa forta   | Estil: arquitectura gòtica | 41° 19′ 02″ N, 2° 01′ 18″ E / 41.317324°N,2.021546°E                  | bé d'interès cultural bé cultural d'interès nacional | Torre del Baró           | Modifica les dades a Wikidata |

## centre de visitants
| imatge | Nom                                                          | Ubicat a   | instància de        | Detalls | coordenades                                                            | Protecció | Commons (més fotos) | Dades a WD                    |
| ------ | ------------------------------------------------------------ | ---------- | ------------------- | ------- | ---------------------------------------------------------------------- | --------- | ------------------- | ----------------------------- |
|        | Caseta d'informació del Parc Natural del delta del Llobregat | Viladecans | centre de visitants |         | 41° 16′ 43″ N, 2° 03′ 49″ E / 41.27871354092508°N,2.063578963279725°E  |           |                     | Modifica les dades a Wikidata |
|        | Centre d'Informació                                          | Viladecans | centre de visitants |         | 41° 16′ 48″ N, 2° 03′ 50″ E / 41.27998342270723°N,2.0640081167221074°E |           |                     | Modifica les dades a Wikidata |

## edifici
| imatge | Nom                                | Ubicat a   | instància de      | Detalls                                  | coordenades                                                                                 | Protecció                                  | Commons (més fotos)                   | Dades a WD                    |
| ------ | ---------------------------------- | ---------- | ----------------- | ---------------------------------------- | ------------------------------------------------------------------------------------------- | ------------------------------------------ | ------------------------------------- | ----------------------------- |
|        | Ca n'Amat                          | Viladecans | edifici Ús: museu | Estil: arquitectura popular 19th century | 41° 19′ 00″ N, 2° 01′ 11″ E / 41.31676111°N,2.01975556°E ca:Carrer de les Sitges, 3 15 msnm | bé cultural d'interès local                | Ca n'Amat (Viladecans)                | Modifica les dades a Wikidata |
|        | Cambra Agrària Local de Viladecans | Viladecans | edifici           | Estil: historicisme arquitectònic        | 41° 18′ 57″ N, 2° 01′ 11″ E / 41.315935°N,2.019722°E                                        | bé integrant del patrimoni cultural català | Cambra Agrària Local (Viladecans)     | Modifica les dades a Wikidata |
|        | Hospital de Sant Llorenç           | Viladecans | edifici           |                                          | 41° 18′ 45″ N, 2° 00′ 51″ E / 41.31258°N,2.01412°E ca:Av. de Gavà, 38                       | bé integrant del patrimoni cultural català | Hospital de Sant Llorenç (Viladecans) | Modifica les dades a Wikidata |
|        | Penya Blaugrana                    | Viladecans | edifici           | Estil: noucentisme                       | 41° 18′ 52″ N, 2° 01′ 05″ E / 41.314421°N,2.018189°E                                        | bé integrant del patrimoni cultural català | Penya Blaugrana (Viladecans)          | Modifica les dades a Wikidata |

## església
| imatge | Nom                             | Ubicat a                                                   | instància de     | Detalls                           | coordenades                                                                                             | Protecció                                  | Commons (més fotos)                           | Dades a WD                    |
| ------ | ------------------------------- | ---------------------------------------------------------- | ---------------- | --------------------------------- | --- | ------------------------------------------ | --------------------------------------------- | ----------------------------- |
|        | Sant Joan de Viladecans         | Viladecans                                                 | església         | Estil: academicisme               | 41° 19′ 02″ N, 2° 01′ 07″ E / 41.317299°N,2.018657°E ca:Sant Joan                                       | bé integrant del patrimoni cultural català | Parròquia de Sant Joan Baptista, Viladecans   | Modifica les dades a Wikidata |
|        | Sant Llorenç de les Canals      | Viladecans                                                 | església capella |                                   | 41° 18′ 57″ N, 1° 59′ 20″ E / 41.3159106115162°N,1.9890233203385°E                                      |                                            |                                               | Modifica les dades a Wikidata |
|        | Santa Maria de Sales            | Viladecans                                                 | església         | Estil: arquitectura romànica      | 41° 19′ 26″ N, 2° 01′ 43″ E / 41.323918°N,2.028476°E ca:Crtra. de Barcelona a Castelldefels. Cementiri. | bé integrant del patrimoni cultural català | Santa Maria de Sales                          | Modifica les dades a Wikidata |
|        | Santa Maria de Sales (església) | Viladecans                                                 | església         |                                   | 41° 18′ 40″ N, 2° 00′ 29″ E / 41.31107360463658°N,2.008161613015746°E                                   |                                            | Parròquia de Santa Maria de Sales, Viladecans | Modifica les dades a Wikidata |
|        | ermita de Sant Ramon            | Sant Boi de Llobregat Viladecans Sant Climent de Llobregat | església         | Estil: historicisme arquitectònic | 41° 20′ 16″ N, 2° 00′ 39″ E / 41.337733°N,2.010792°E ca:Camí de Sant Ramon                              | bé integrant del patrimoni cultural català | Ermita de Sant Ramon (Sant Boi de Llobregat)  | Modifica les dades a Wikidata |

## indret
| imatge | Nom                   | Ubicat a   | instància de | Detalls | coordenades                                                           | Protecció | Commons (més fotos)   | Dades a WD                    |
| ------ | --------------------- | ---------- | ------------ | ------- | --------------------------------------------------------------------- | --------- | --------------------- | ----------------------------- |
|        | Mirador de la Vidala  | Viladecans | indret       |         | 41° 16′ 48″ N, 2° 03′ 36″ E / 41.28009226856744°N,2.060124278068543°E |           |                       | Modifica les dades a Wikidata |
|        | Pineda de Cal Francès | Viladecans | indret       |         | 41° 16′ 39″ N, 2° 03′ 54″ E / 41.277512°N,2.064958°E                  |           | Pineda de Cal Francès | Modifica les dades a Wikidata |

## masia
| imatge | Nom                          | Ubicat a   | instància de | Detalls                                                          | coordenades                                                                                         | Protecció                                  | Commons (més fotos)       | Dades a WD                    |
| ------ | ---------------------------- | ---------- | ------------ | ---------------------------------------------------------------- | --------------------------------------------------------------------------------------------------- | ------------------------------------------ | ------------------------- | ----------------------------- |
|        | Ca la Pilar                  | Viladecans | masia casa   | Arquitecte: Josep Puig i Cadafalch Estil: modernisme català 1917 | 41° 16′ 37″ N, 2° 03′ 54″ E / 41.2768192750215°N,2.06487431778702°E El Remolar-Filipines            |                                            | Casa Pilar Moragues       | Modifica les dades a Wikidata |
|        | Ca n'Antoni                  | Viladecans | masia        |                                                                  | 41° 17′ 31″ N, 2° 02′ 22″ E / 41.2919230789566°N,2.03947080798639°E                                 |                                            |                           | Modifica les dades a Wikidata |
|        | Cal Francès                  | Viladecans | masia        |                                                                  | 41° 16′ 34″ N, 2° 03′ 40″ E / 41.2762125343375°N,2.0611576463225°E                                  |                                            |                           | Modifica les dades a Wikidata |
|        | Can Batllori                 | Viladecans | masia        |                                                                  | 41° 18′ 45″ N, 2° 00′ 35″ E / 41.3125774799425°N,2.00970689711499°E                                 |                                            |                           | Modifica les dades a Wikidata |
|        | Can Berbena                  | Viladecans | masia        |                                                                  | 41° 18′ 29″ N, 2° 02′ 43″ E / 41.3081209337431°N,2.0451463587744°E                                  |                                            |                           | Modifica les dades a Wikidata |
|        | Can Calderon                 | Viladecans | masia        |                                                                  | 41° 19′ 22″ N, 2° 01′ 51″ E / 41.3227825342917°N,2.03080904453223°E                                 |                                            |                           | Modifica les dades a Wikidata |
|        | Can Capetó                   | Viladecans | masia        |                                                                  | 41° 17′ 56″ N, 2° 01′ 58″ E / 41.298995°N,2.032828°E                                                |                                            |                           | Modifica les dades a Wikidata |
|        | Can Carboner                 | Viladecans | masia        |                                                                  | 41° 18′ 09″ N, 2° 02′ 53″ E / 41.3024353395591°N,2.0481916504529°E                                  |                                            |                           | Modifica les dades a Wikidata |
|        | Can Casanoves                | Viladecans | masia        |                                                                  | 41° 16′ 36″ N, 2° 03′ 59″ E / 41.276746°N,2.06625°E El Remolar-Filipines                            |                                            |                           | Modifica les dades a Wikidata |
|        | Can Dimoni                   | Viladecans | masia        |                                                                  | 41° 18′ 25″ N, 2° 02′ 51″ E / 41.3070061042798°N,2.04757567145098°E                                 |                                            |                           | Modifica les dades a Wikidata |
|        | Can Feliu                    | Viladecans | masia        |                                                                  | 41° 17′ 29″ N, 2° 02′ 22″ E / 41.291527°N,2.039555°E                                                |                                            |                           | Modifica les dades a Wikidata |
|        | Can Ferran de la Casa Blanca | Viladecans | masia        |                                                                  | 41° 17′ 59″ N, 2° 01′ 37″ E / 41.2997174542811°N,2.02693423060643°E                                 |                                            |                           | Modifica les dades a Wikidata |
|        | Can Ginestar                 | Viladecans | masia        |                                                                  | 41° 19′ 22″ N, 2° 00′ 43″ E / 41.3226669589031°N,2.0119199810818°E                                  |                                            |                           | Modifica les dades a Wikidata |
|        | Can Guardiola                | Viladecans | masia        |                                                                  | 41° 18′ 53″ N, 1° 59′ 54″ E / 41.3148474388313°N,1.99826297461849°E                                 |                                            |                           | Modifica les dades a Wikidata |
|        | Can Nora                     | Viladecans | masia        |                                                                  | 41° 18′ 02″ N, 2° 01′ 43″ E / 41.3004978323796°N,2.02867848333935°E                                 |                                            |                           | Modifica les dades a Wikidata |
|        | Can Novell                   | Viladecans | masia        |                                                                  | 41° 17′ 57″ N, 2° 01′ 30″ E / 41.2992241442875°N,2.0250543568132°E                                  |                                            |                           | Modifica les dades a Wikidata |
|        | Can Pere Trius               | Viladecans | masia        |                                                                  | 41° 19′ 15″ N, 2° 00′ 14″ E / 41.3207778473336°N,2.00384758817018°E                                 |                                            |                           | Modifica les dades a Wikidata |
|        | Can Preses                   | Viladecans | masia        |                                                                  | 41° 19′ 11″ N, 1° 59′ 44″ E / 41.3196959310016°N,1.9954406734406°E                                  |                                            |                           | Modifica les dades a Wikidata |
|        | Can Roc de les Marines       | Viladecans | masia        |                                                                  | 41° 17′ 59″ N, 2° 02′ 11″ E / 41.2997250758158°N,2.03640605835649°E                                 |                                            | Can Roc de les Marines    | Modifica les dades a Wikidata |
|        | Can Ràfoles                  | Viladecans | masia        |                                                                  | 41° 18′ 45″ N, 2° 02′ 30″ E / 41.3123618186465°N,2.04169159598353°E                                 |                                            |                           | Modifica les dades a Wikidata |
|        | Can Sabadell                 | Viladecans | masia        |                                                                  | 41° 18′ 10″ N, 2° 02′ 45″ E / 41.3027128762948°N,2.04581056112741°E                                 |                                            |                           | Modifica les dades a Wikidata |
|        | Can Sala                     | Viladecans | masia        | Estil: arquitectura popular                                      | 41° 19′ 41″ N, 2° 00′ 47″ E / 41.327953°N,2.013033°E                                                | bé cultural d'interès local                | Can Sala (Viladecans)     | Modifica les dades a Wikidata |
|        | Can Seguí                    | Viladecans | masia        |                                                                  | 41° 17′ 13″ N, 2° 02′ 25″ E / 41.2868138506762°N,2.04032198270158°E                                 |                                            | Can Seguí (Viladecans)    | Modifica les dades a Wikidata |
|        | Can Simó                     | Viladecans | masia        |                                                                  | 41° 17′ 45″ N, 2° 02′ 25″ E / 41.2959472540455°N,2.04028366433534°E                                 |                                            |                           | Modifica les dades a Wikidata |
|        | Can Sorrilla                 | Viladecans | masia        | Estat: ruïnós                                                    | 41° 17′ 01″ N, 2° 02′ 23″ E / 41.2834947696915°N,2.03980936548532°E                                 |                                            |                           | Modifica les dades a Wikidata |
|        | Can Torrents                 | Viladecans | masia        |                                                                  | 41° 19′ 38″ N, 2° 00′ 50″ E / 41.3271166483433°N,2.01401560183829°E                                 |                                            |                           | Modifica les dades a Wikidata |
|        | Can Tries                    | Viladecans | masia        |                                                                  | 41° 18′ 53″ N, 1° 59′ 24″ E / 41.314837402193°N,1.98990010106741°E                                  |                                            |                           | Modifica les dades a Wikidata |
|        | Can Xic                      | Viladecans | masia        |                                                                  | 41° 18′ 56″ N, 2° 00′ 52″ E / 41.3154285935069°N,2.01445460911881°E ca:Jaume Abril-Jardí de Can Xic |                                            |                           | Modifica les dades a Wikidata |
|        | Casals dels Carabiners       | Viladecans | masia        |                                                                  | 41° 16′ 29″ N, 2° 03′ 35″ E / 41.27482311437541°N,2.059721946716309°E                               |                                            |                           | Modifica les dades a Wikidata |
|        | Mas Alemany                  | Viladecans | masia        |                                                                  | 41° 18′ 10″ N, 2° 01′ 11″ E / 41.3028625416555°N,2.01967269020666°E                                 |                                            |                           | Modifica les dades a Wikidata |
|        | can Sellarès                 | Viladecans | masia        | Estil: arquitectura popular                                      | 41° 18′ 27″ N, 2° 00′ 28″ E / 41.307375°N,2.007824°E ca:Av. Gavà, 90 19 msnm                        | bé integrant del patrimoni cultural català | Can Sellarès (Viladecans) | Modifica les dades a Wikidata |
|        | les Roselles                 | Viladecans | masia        |                                                                  | 41° 18′ 18″ N, 2° 01′ 01″ E / 41.3049828480707°N,2.01691738191167°E                                 |                                            |                           | Modifica les dades a Wikidata |

## nucli de població
| imatge | Nom            | Ubicat a   | instància de      | Detalls | coordenades                                                         | Protecció | Commons (més fotos) | Dades a WD                    |
| ------ | -------------- | ---------- | ----------------- | ------- | ------------------------------------------------------------------- | --------- | ------------------- | ----------------------------- |
|        | Can Guardiola  | Viladecans | nucli de població |         | 41° 18′ 50″ N, 1° 59′ 56″ E / 41.314008212168°N,1.9989154849461°E   |           |                     | Modifica les dades a Wikidata |
|        | Can Palmer     | Viladecans | nucli de població |         | 41° 18′ 35″ N, 2° 00′ 39″ E / 41.309608333602°N,2.0109289156358°E   |           |                     | Modifica les dades a Wikidata |
|        | Can Sabadell   | Viladecans | nucli de població |         | 41° 18′ 16″ N, 2° 03′ 14″ E / 41.304565957937°N,2.0540078692947°E   |           |                     | Modifica les dades a Wikidata |
|        | Sales          | Viladecans | nucli de població |         | 41° 19′ 01″ N, 2° 01′ 43″ E / 41.31696599521°N,2.0287388831825°E    |           |                     | Modifica les dades a Wikidata |
|        | el Mas Ratés   | Viladecans | nucli de població |         | 41° 19′ 24″ N, 2° 00′ 25″ E / 41.3233619853496°N,2.00685516177051°E |           |                     | Modifica les dades a Wikidata |
|        | el Poblat Roca | Viladecans | nucli de població |         | 41° 18′ 42″ N, 2° 00′ 45″ E / 41.3117365727863°N,2.01247929395777°E |           |                     | Modifica les dades a Wikidata |
|        | l'Alba-rosa    | Viladecans | nucli de població |         | 41° 18′ 57″ N, 1° 59′ 34″ E / 41.315757360032°N,1.9929151028723°E   |           |                     | Modifica les dades a Wikidata |
|        | la Torre-roja  | Viladecans | nucli de població |         | 41° 19′ 19″ N, 2° 01′ 16″ E / 41.3220338572294°N,2.02110599825969°E |           |                     | Modifica les dades a Wikidata |

## parc
| imatge | Nom                   | Ubicat a   | instància de | Detalls | coordenades                                        | Protecció | Commons (més fotos) | Dades a WD                    |
| ------ | --------------------- | ---------- | ------------ | ------- | -------------------------------------------------- | --------- | ------------------- | ----------------------------- |
|        | Parc de Can Guardiola | Viladecans | parc         |         | 41° 18′ 46″ N, 1° 59′ 54″ E / 41.31278°N,1.99827°E |           |                     | Modifica les dades a Wikidata |
|        | parc de la Marina     | Viladecans | parc         |         | 41° 18′ 45″ N, 2° 01′ 40″ E / 41.31259°N,2.02777°E |           | Parc de la Marina   | Modifica les dades a Wikidata |

## platja
| imatge | Nom                              | Ubicat a   | instància de                                 | Detalls                 | coordenades                                                            | Protecció | Commons (més fotos)             | Dades a WD                    |
| ------ | -------------------------------- | ---------- | -------------------------------------------- | ----------------------- | ---------------------------------------------------------------------- | --------- | ------------------------------- | ----------------------------- |
|        | Platges de Viladecans            | Viladecans | platja                                       |                         | 41° 16′ 29″ N, 2° 03′ 49″ E / 41.27469286577985°N,2.0635479687973257°E |           | Platja de Viladecans            | Modifica les dades a Wikidata |
|        | platja de Cal Francès            | Viladecans | platja platja d'arena daurada platja nudista | Llarg: 324m Ample: 100m | 41° 16′ 29″ N, 2° 03′ 48″ E / 41.274600000117°N,2.0631999999579°E      |           |                                 | Modifica les dades a Wikidata |
|        | platja de la Murtra              | Viladecans | platja platja d'arena daurada                | Llarg: 176m Ample: 100m | 41° 16′ 15″ N, 2° 02′ 48″ E / 41.270799999837°N,2.0466000003817°E      |           |                                 | Modifica les dades a Wikidata |
|        | platja de la Murtra (Viladecans) | Viladecans | platja                                       |                         | 41° 16′ 15″ N, 2° 02′ 48″ E / 41.270799999°N,2.0466°E                  |           |                                 | Modifica les dades a Wikidata |
|        | platja de la Pineda              | Viladecans | platja platja d'arena daurada                |                         | 41° 16′ 17″ N, 2° 03′ 01″ E / 41.271499999737°N,2.0503999997976°E      |           | Platja de la Pineda, Viladecans | Modifica les dades a Wikidata |
|        | platja del Remolar               | Viladecans | platja platja d'arena daurada platja nudista | Llarg: 845m Ample: 100m | 41° 16′ 36″ N, 2° 04′ 14″ E / 41.27659999968°N,2.0705000001125°E       |           |                                 | Modifica les dades a Wikidata |

## polígon industrial
| imatge | Nom                                               | Ubicat a   | instància de       | Detalls | coordenades                                                         | Protecció | Commons (més fotos) | Dades a WD                    |
| ------ | ------------------------------------------------- | ---------- | ------------------ | ------- | ------------------------------------------------------------------- | --------- | ------------------- | ----------------------------- |
|        | Parc Aeroespacial i de la Mobilitat de Viladecans | Viladecans | polígon industrial |         | 41° 18′ 21″ N, 2° 01′ 27″ E / 41.3057019100805°N,2.02414556962599°E |           |                     | Modifica les dades a Wikidata |
|        | Parc d'activitats de Viladecans                   | Viladecans | polígon industrial |         | 41° 19′ 01″ N, 2° 01′ 56″ E / 41.3170306705318°N,2.0323518688089°E  |           |                     | Modifica les dades a Wikidata |
|        | Parc empresarial Roca                             | Viladecans | polígon industrial |         | 41° 18′ 28″ N, 2° 01′ 00″ E / 41.3077364680879°N,2.01660126209997°E |           |                     | Modifica les dades a Wikidata |
|        | Polígon industrial Can Calderon                   | Viladecans | polígon industrial |         | 41° 19′ 11″ N, 2° 02′ 00″ E / 41.3198320066241°N,2.03342160540563°E |           |                     | Modifica les dades a Wikidata |
|        | Polígon industrial Centre                         | Viladecans | polígon industrial |         | 41° 18′ 38″ N, 2° 01′ 05″ E / 41.310425142957°N,2.01817361888044°E  |           |                     | Modifica les dades a Wikidata |
|        | Viladecans Business Park                          | Viladecans | polígon industrial |         | 41° 18′ 54″ N, 2° 01′ 51″ E / 41.3151256451726°N,2.03075521865097°E |           |                     | Modifica les dades a Wikidata |
|        | Zona d'activitat econòmica de Ca n'Alemany        | Viladecans | polígon industrial |         | 41° 18′ 12″ N, 2° 01′ 12″ E / 41.3032083453897°N,2.02008558834108°E |           |                     | Modifica les dades a Wikidata |
|        | Zona industrial Llobatona                         | Viladecans | polígon industrial |         | 41° 18′ 36″ N, 2° 01′ 19″ E / 41.3100068557605°N,2.02194298317175°E |           |                     | Modifica les dades a Wikidata |

## pont
| imatge | Nom            | Ubicat a   | instància de | Detalls | coordenades                                                         | Protecció | Commons (més fotos) | Dades a WD                    |
| ------ | -------------- | ---------- | ------------ | ------- | ------------------------------------------------------------------- | --------- | ------------------- | ----------------------------- |
|        | Pas de l'Ase   | Viladecans | pont         |         | 41° 16′ 42″ N, 2° 03′ 45″ E / 41.2782504018157°N,2.06252548486081°E |           |                     | Modifica les dades a Wikidata |
|        | Pas del Ral    | Viladecans | pont         |         | 41° 17′ 26″ N, 2° 02′ 05″ E / 41.2906664426052°N,2.03461658312889°E |           |                     | Modifica les dades a Wikidata |
|        | Pas del Volant | Viladecans | pont         |         | 41° 17′ 07″ N, 2° 01′ 46″ E / 41.2853436481277°N,2.02934511146882°E |           |                     | Modifica les dades a Wikidata |

## punt d'observació d'aus
| imatge | Nom                                | Ubicat a   | instància de            | Detalls | coordenades                                                               | Protecció | Commons (més fotos) | Dades a WD                    |
| ------ | ---------------------------------- | ---------- | ----------------------- | ------- | ------------------------------------------------------------------------- | --------- | ------------------- | ----------------------------- |
|        | Aguait de la Bassa dels Pollancres | Viladecans | punt d'observació d'aus |         | 41° 16′ 49″ N, 2° 03′ 42″ E / 41.2803502728443°N,2.0616370439529423°E     |           |                     | Modifica les dades a Wikidata |
|        | Aguait de la Vidala                | Viladecans | punt d'observació d'aus |         | 41° 16′ 44″ N, 2° 03′ 45″ E / 41.278879°N,2.062619°E El Remolar-Filipines |           | Aguait de la Vidala | Modifica les dades a Wikidata |

## zona humida
| imatge | Nom                          | Ubicat a                                              | instància de | Detalls              | coordenades                                                                      | Protecció | Commons (més fotos)                              | Dades a WD                    |
| ------ | ---------------------------- | ----------------------------------------------------- | ------------ | -------------------- | -------------------------------------------------------------------------------- | --------- | ------------------------------------------------ | ----------------------------- |
|        | Basses Petites de Cal Dimoni | Viladecans                                            | zona humida  |                      | 41° 18′ 23″ N, 2° 02′ 55″ E / 41.30634300529277°N,2.0484781265258794°E           |           |                                                  | Modifica les dades a Wikidata |
|        | El Remolar-Filipines         | Viladecans el Prat de Llobregat Sant Boi de Llobregat | zona humida  | Superfície: 123.85ha | 41° 17′ 02″ N, 2° 03′ 54″ E / 41.284°N,2.065°E delta del Llobregat               |           | El Remolar - Filipines i la platja de Viladecans | Modifica les dades a Wikidata |
|        | Els Reguerons                | Viladecans                                            | zona humida  | Superfície: 28.71ha  | 41° 17′ 23″ N, 2° 02′ 17″ E / 41.2897°N,2.0381°E                                 |           |                                                  | Modifica les dades a Wikidata |
|        | Filipines Nord               | Viladecans                                            | zona humida  | Superfície: 20.29ha  | 41° 17′ 27″ N, 2° 02′ 56″ E / 41.2908°N,2.049°E                                  |           | Aiguamolls de Can Sabadell                       | Modifica les dades a Wikidata |
|        | Riera de Sant Climent        | Viladecans                                            | zona humida  | Superfície: 27.68ha  | 41° 16′ 49″ N, 2° 03′ 31″ E / 41.280359°N,2.058707°E El Remolar-Filipines 1 msnm |           | Riera de Sant Climent                            | Modifica les dades a Wikidata |
|        | estany de la Murtra          | Gavà Viladecans                                       | zona humida  | Superfície: 22.35ha  | 41° 16′ 45″ N, 2° 02′ 23″ E / 41.2793°N,2.03982°E                                |           | Estany de la Murtra                              | Modifica les dades a Wikidata |
|        | estany del Remolar           | Viladecans                                            | zona humida  |                      | 41° 16′ 49″ N, 2° 03′ 59″ E / 41.28026°N,2.06646°E                               |           |                                                  | Modifica les dades a Wikidata |

## Misc
| imatge | Nom                                            | Ubicat a                                                   | instància de                                                                   | Detalls                                                          | coordenades | Protecció                   | Commons (més fotos)                     | Dades a WD                    |
| ------ | ---------------------------------------------- | ---------------------------------------------------------- | ------------------------------------------------------------------------------ | ---------------------------------------------------------------- | --- | --------------------------- | --------------------------------------- | ----------------------------- |
|        | Antic Escorxador                               | Viladecans                                                 | edifici industrial                                                             |                                                                  | 41° 19′ 14″ N, 2° 01′ 02″ E / 41.32064056396485°N,2.017117977142334°E ca:Passatge Sant Ramon, 2                    |                             |                                         | Modifica les dades a Wikidata |
|        | Can Modolell                                   | Viladecans                                                 | casa consistorial                                                              | Estil: arquitectura modernista historicisme arquitectònic        | 41° 18′ 58″ N, 2° 01′ 12″ E / 41.316075°N,2.019989°E ca:Jaume Abril, 2                                             | bé cultural d'interès local | Can Modolell (Ajuntament de Viladecans) | Modifica les dades a Wikidata |
|        | Ciutat de repòs i vacances                     | Castelldefels Viladecans Gavà                              | projecte urbanístic                                                            | 1931                                                             | |                             |                                         | Modifica les dades a Wikidata |
|        | El Guant de Beisbol                            | Viladecans                                                 | monument                                                                       |                                                                  | 41° 19′ 13″ N, 2° 01′ 21″ E / 41.32040023803711°N,2.0226049423217773°E ca:Pompeu Fabra. Al costat de la Torre Roja |                             |                                         | Modifica les dades a Wikidata |
|        | Elrow                                          | Viladecans                                                 | empresa                                                                        | 2010                                                             | 41° 16′ 29″ N, 2° 02′ 46″ E / 41.27477777777778°N,2.0461944444444446°E                                             |                             | Elrow                                   | Modifica les dades a Wikidata |
|        | Estació de Viladecans                          | Viladecans                                                 | estació de ferrocarril                                                         |                                                                  | 41° 18′ 34″ N, 2° 01′ 39″ E / 41.309416666667°N,2.0274166666667°E                                                  |                             | Viladecans train station                | Modifica les dades a Wikidata |
|        | Granja avícola Rusiñol                         | Viladecans                                                 | granja                                                                         |                                                                  | 41° 19′ 22″ N, 2° 01′ 20″ E / 41.3227378109055°N,2.02232617263013°E                                                |                             |                                         | Modifica les dades a Wikidata |
|        | La Colònia Montserrat                          | Viladecans                                                 | assentament humà                                                               |                                                                  | 41° 18′ 21″ N, 2° 02′ 53″ E / 41.30591585538838°N,2.0480811595916752°E                                             |                             |                                         | Modifica les dades a Wikidata |
|        | La Pineda                                      | Baix Llobregat Viladecans                                  | pineda                                                                         |                                                                  | 41° 16′ 30″ N, 2° 03′ 12″ E / 41.275086°N,2.053262°E 2 msnm                                                        |                             |                                         | Modifica les dades a Wikidata |
|        | Mirador del Mas Ratés                          | Viladecans                                                 | mirador                                                                        |                                                                  | |                             |                                         | Modifica les dades a Wikidata |
|        | Montbaig                                       | Sant Boi de Llobregat Viladecans Sant Climent de Llobregat | muntanya                                                                       |                                                                  | 41° 20′ 16″ N, 2° 00′ 40″ E / 41.3377752491°N,2.01117775092°E 295 msnm                                             |                             | Montbaig                                | Modifica les dades a Wikidata |
|        | Planta de transvasament de Viladecans          | Viladecans                                                 | equipament instal·lació Ús: deixalleria                                        |                                                                  | 41° 17′ 52″ N, 2° 01′ 57″ E / 41.29783574761507°N,2.032631635665894°E                                              |                             |                                         | Modifica les dades a Wikidata |
|        | Reixa de Can Carreras                          | Viladecans                                                 | porta                                                                          | Estil: arquitectura modernista                                   | 41° 18′ 58″ N, 2° 01′ 01″ E / 41.316189°N,2.016911°E ca:Carrer Balletbó, 32                                        |                             |                                         | Modifica les dades a Wikidata |
|        | Sant Ramon                                     | Viladecans                                                 | vèrtex geodèsic                                                                |                                                                  | 41° 20′ 16″ N, 2° 00′ 39″ E / 41.337726°N,2.01079°E 309.455 msnm                                                   |                             |                                         | Modifica les dades a Wikidata |
|        | Torre del Baró                                 | Viladecans                                                 | edifici residencial                                                            | Estil: arquitectura gòtica                                       | 41° 18′ 58″ N, 2° 01′ 14″ E / 41.31618881225586°N,2.020448923110962°E ca:Plaça de l'Ajuntament                     |                             |                                         | Modifica les dades a Wikidata |
|        | Viladecans                                     | Viladecans                                                 | entitat singular de població capital municipal ens local històric de Catalunya | 67179 hab                                                        | 41° 19′ 02″ N, 2° 01′ 06″ E / 41.31732529°N,2.01824715°E 18 msnm                                                   |                             |                                         | Modifica les dades a Wikidata |
|        | Vil·la romana de Ntra. Sra. de Sales           | Viladecans                                                 | jaciment arqueològic despoblat                                                 |                                                                  | 41° 19′ 22″ N, 2° 01′ 41″ E / 41.3227240426266°N,2.02814536472352°E                                                |                             |                                         | Modifica les dades a Wikidata |
|        | bassa de laminació de la riera de Sant Llorenç | Viladecans                                                 | presa d'aigua bassa                                                            |                                                                  | 41° 18′ 43″ N, 2° 01′ 58″ E / 41.311839288347834°N,2.032835483551026°E                                             |                             |                                         | Modifica les dades a Wikidata |
|        | carrer d'Àngel Guimerà                         | Viladecans                                                 | carrer conjunt urbà                                                            |                                                                  | 41° 19′ 01″ N, 2° 01′ 10″ E / 41.31695556640625°N,2.0194671154022217°E ca:Àngel Guimerà                            |                             |                                         | Modifica les dades a Wikidata |
|        | cementiri de Viladecans                        | Viladecans                                                 | cementiri                                                                      |                                                                  | 41° 19′ 25″ N, 2° 01′ 45″ E / 41.3236433716909°N,2.02927879007371°E                                                |                             |                                         | Modifica les dades a Wikidata |
|        | mar Mediterrània                               |                                                            | mar interior mar mediterrani conca hidrogràfica                                | Superfície: 2500000km² Profunditat: 5267 1541m Volum: 3839000km³ | 38° N, 17° E / 38°N,17°E 0 msnm                                                                                    |                             | Mediterranean Sea                       | Modifica les dades a Wikidata |
|        | passarel·les del Parc de la Marina             | Viladecans                                                 | pont de vianants                                                               |                                                                  | 41° 18′ 43″ N, 2° 01′ 41″ E / 41.31199240396893°N,2.0280289649963383°E                                             |                             | Passarel·les del Parc de la Marina      | Modifica les dades a Wikidata |